# Oyinkansola Ajanaku
Oyinkansola OluSeun Ajanaku (Tulsa, 26 dicembre 1993) è un'ex pallavolista statunitense, di ruolo centrale.

## Carriera

### Club
La carriera di Oyinkansola Ajanaku, anche nota come Inky Ajanaku, inizia nei tornei scolastici statunitensi, giocando per la Bishop Kelley HS, con la quale è quattro volte campionessa dello stato dell'Oklahoma. Al termine delle scuole superiori entra a far parte della squadra di pallavolo femminile della Stanford, impegnata nella NCAA Division I: debutta con le Cardinal nel 2012, raccogliendo durante i primi tre anni di carriera universitaria diversi riconoscimenti individuali. Nel 2015 si infortuna a un ginocchio in nazionale, dovendo così saltare l'annata. Ritorna in campo un anno dopo, aggiudicandosi il titolo di NCAA Division I 2016 e venendo premiata come miglior giocatrice sia del torneo regionale che di quello nazionale.
Nella stagione 2017-18 firma il suo primo contratto professionistico in Svizzera, ingaggiata dal Volero Zurigo, in Lega Nazionale A; tuttavia non scende mai in campo con la formazione elvetica, essendo vittima, prima dell'inizio dell'annata, di un infortunio che la vede tornare in campo solo nella stagione seguente, quando approda nella Sultanlar Ligi turca col Galatasaray: ancora una volta non riesce neanche a iniziare l'annata, abbandonando quindi l'attività agonistica.

### Nazionale
Nel 2015 viene anche convocata in nazionale per la Coppa panamericana, dove, nonostante un grave infortunio, si aggiudica la medaglia d'oro.

## Palmarès

### Club
- NCAA Division I: 1

2016

### Nazionale (competizioni minori)
- Coppa panamericana 2015

### Premi individuali
- 2012 - NCAA Division I: Berkele Regional All-Tournament Team
- 2013 - All-America First Team
- 2014 - All-America First Team
- 2014 - NCAA Division I: Ames Regional MVP
- 2016 - All-America First Team
- 2016 - NCAA Division I: Madison Regional MVP
- 2016 - NCAA Division I: Columbus National MVP